# Santiago Rusiñol

Bustul lui Santiago Rusiñol y Prats, expus într-o piațetă din Barcelona

Santiago Rusiñol i Prats (în catalană Santiago Rusiñol y Prats, n. 25 februarie 1861, Barcelona, Catalonia, Spania – d. 13 iunie 1931, Aranjuez, Spania) a fost un pictor și scriitor catalan.

## Biografie
A studiat sub îndrumarea lui Tomas Moragas. În 1878, a expus primele sale lucrări, realizate într-o maniera realistă, convențională. În 1889, împreună cu Maurice Utrillo și alți artiști, a plecat la Paris, unde a început să picteze scene din Montmartre și scene de interior.
În anii 1890 - 1891 a expus la Barcelona aceste lucrări pictate la Paris, lucrate în manieră impresionistă, sub influența lui Edgar Degas și James Abbot McNeill.

## Muzeul Rusiñol
Santiago Rusiñol nu a fost doar pictor, ci și un intelectual interesat de arta națională. Pictorul a cumpărat două case în Sitges și a atras aici mai mulți artistiști admiratori, reușind ca în micul oraș să punând bazele unei societăți culturale. În prezent, în oraș se poate vizita Muzeul Cau Ferra, casa-studio a scriitorului și artistului, care conține colecția sa de picturi catalane Art Nouveau - inclusiv lucrări de El Greco ("Las lágrimas de San Pedro" și "Maria Magdalena penitente") și de Picasso, care, între 1899 și 1903, a realizat vreo 21 de portrete ale prietenului său Santiago Rusiñol.
Casa de secolul XVI-lea, în care e organizat muzeul, provine din unirea celor două case pe care le-a cumpărat de la doi pescari, fiind apoi renovată și înfrumusețată prin noi elemente decorative caracteristice stilului gotic. Mare parte din operele sale și din cele pe care le-a colecționat au fost puse la dispoziția publicului începând cu anul 1932.
Ulterior, Santiago Rusiñol a adoptat un stil simbolist, cu elemente ce amintesc de Botticelli și prerafaeliți.

## Bibliogragie
- Joaquim Molas Santiago Rusinol: L'artista Total (în catalană) (ISBN 978-84-9803-252-9)